# Bocagea longipedunculata
Bocagea longipedunculata Mart. – gatunek rośliny z rodziny flaszowcowatych (Annonaceae Juss.). Występuje endemicznie we wschodniej części Brazylii – w stanach Bahia, Espírito Santo oraz Minas Gerais, w ekoregionie Mata Atlântica. 

## Morfologia
PokrójZimozielony krzew dorastający do 3–4 m wysokości.
LiścieMają kształt od odwrotnie owalnego do eliptycznego. Mierzą 13–19 cm długości oraz 2–6 cm szerokości. Liść na brzegu jest całobrzegi. Wierzchołek jest ostry.
KwiatySą pojedyncze. Rozwijają się na szczytach pędów. Mają 6 żółtych płatki osiągających do 6–7 mm długości.

## Biologia i ekologia
Rośnie w lasach, na wybrzeżu. Występuje na terenach nizinnych.